# 灰胸秧鸡
灰胸秧雞（学名：Lewinia striata）也称蓝胸秧鸡或灰胸紋秧雞，为秧雞科灰胸秧雞屬下的一个种。其种加词“striata”意为“有条纹的”。
蓝胸秧鸡体重约116克，翼长约114.8毫米，嘴峰长约37.4毫米，喙宽度约4.2毫米，喙厚度约7.2毫米，跗蹠长约32.9毫米，尾长约40.6毫米。蓝胸秧鸡在其分布区内为留鸟，其栖息在半开放的湖泊、沼泽等湿地环境中，食性为杂食性。

## 亚种
- 蓝胸秧鸡华南亚种（学名：Lewinia striatus gularis）。在中国大陆，分布于四川、云南、广东、海南、福建、贵州、长江中下游等地。该物种的模式产地在爪哇。[2]
- 蓝胸秧鸡台湾亚种（学名：Lewinia striatus taiwanus）。分布于台湾等地。该物种的模式产地在台湾。[3]

## 圖庫

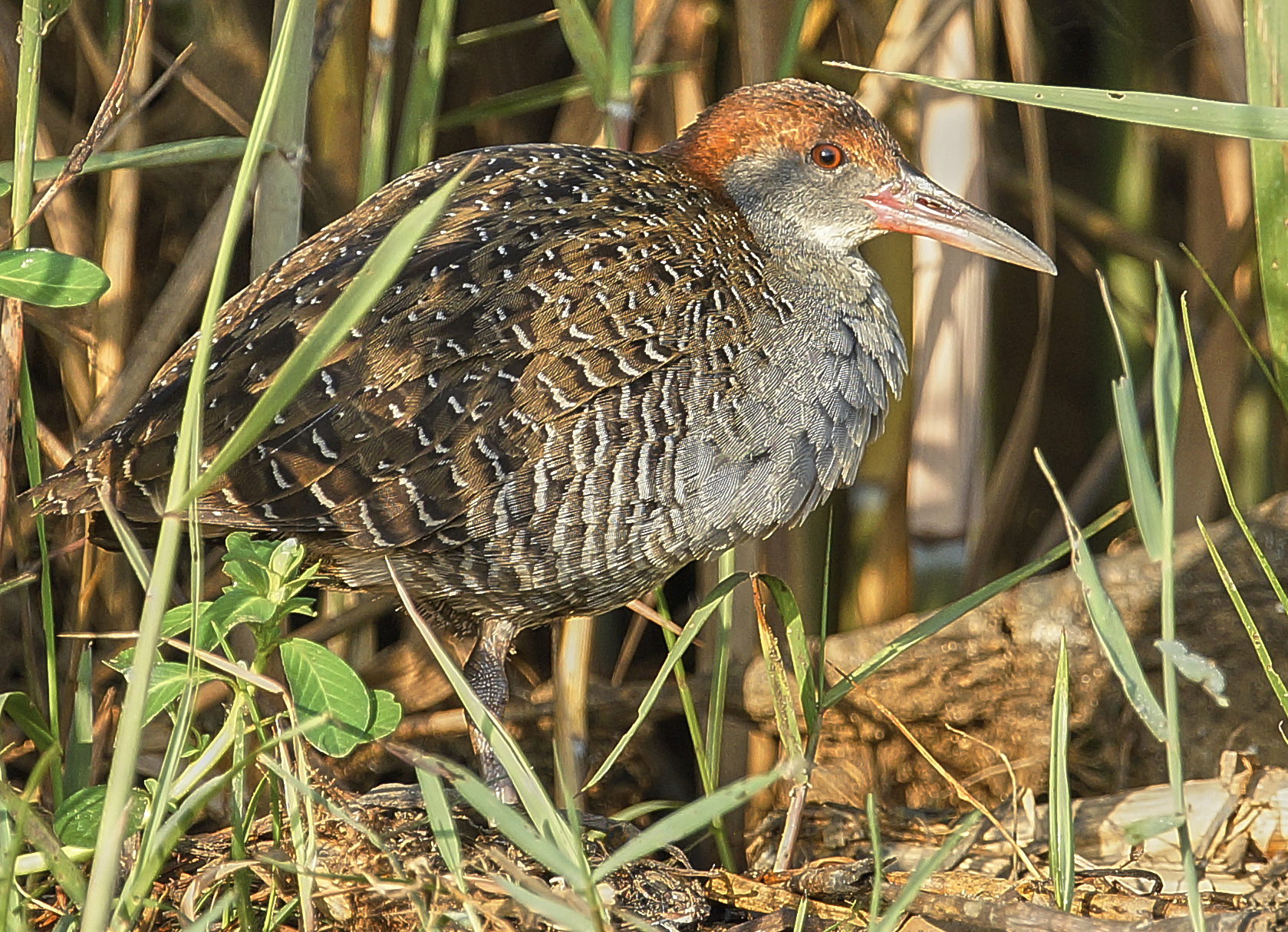
攝於 吉爾卡湖, 奧裡薩邦, 印度
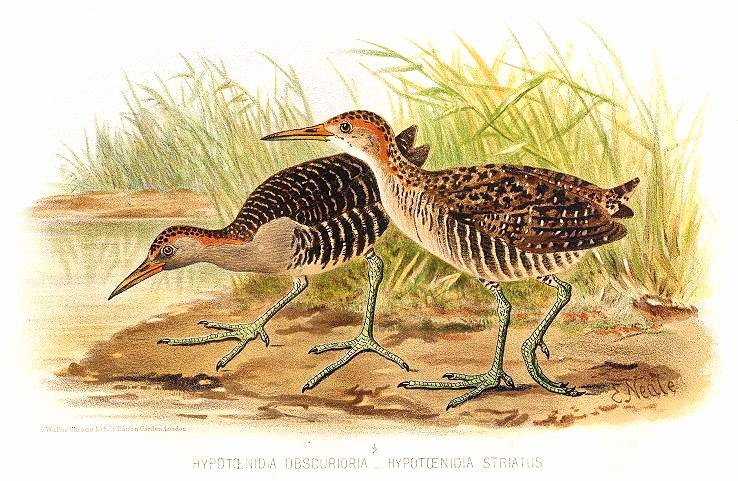
灰胸秧雞的插圖 愛德華·尼爾 C. 1890年
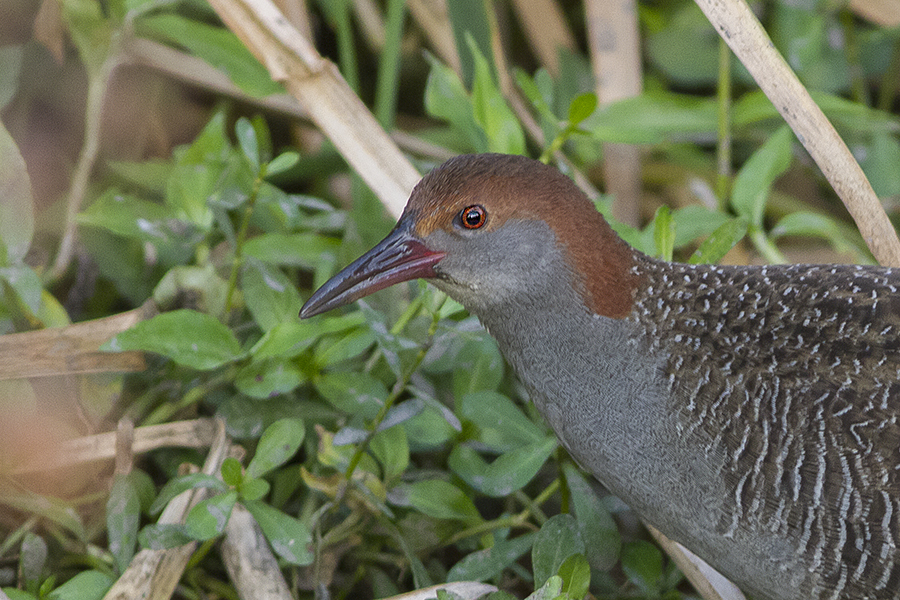
攝於 東加爾各答濕地, 西孟加拉邦,印度
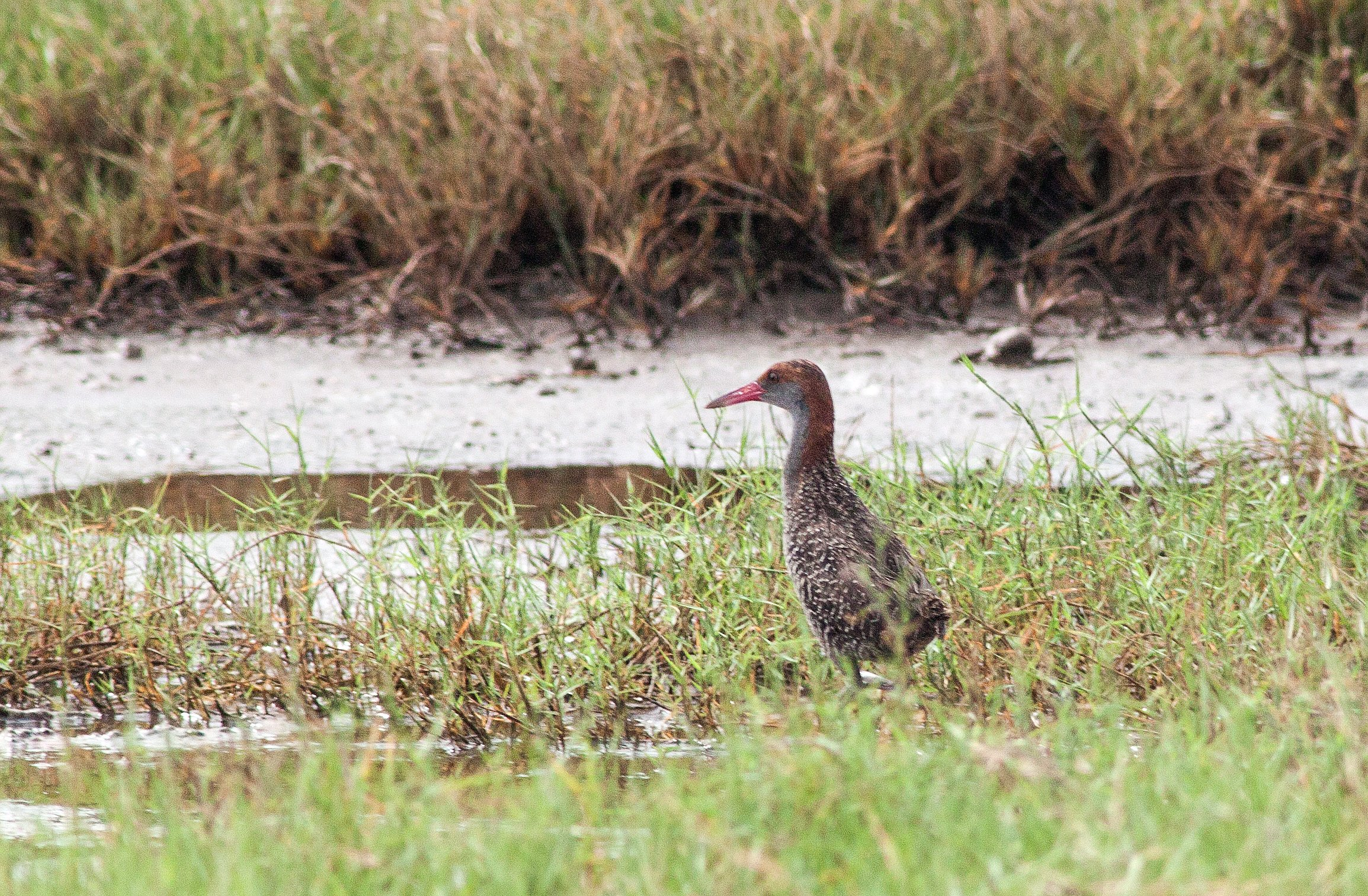
攝於 瓦賽濕地，馬哈拉施特拉邦, 印度